# Sant Paul de Chalencon
Saint-Pal-de-Chalencon és un municipi francès situat al departament de l'Alt Loira i a la regió d'Alvèrnia-Roine-Alps. L'any 2007 tenia 1.014 habitants.

## Demografia

### Població
El 2007 la població de fet de Saint-Pal-de-Chalencon era de 1.014 persones. Hi havia 414 famílies de les quals 112 eren unipersonals (48 homes vivint sols i 64 dones vivint soles), 153 parelles sense fills, 129 parelles amb fills i 20 famílies monoparentals amb fills.
La població ha evolucionat segons el següent gràfic:
Habitants censats

### Habitatges
El 2007 hi havia 706 habitatges, 411 eren l'habitatge principal de la família, 199 eren segones residències i 96 estaven desocupats. 637 eren cases i 65 eren apartaments. Dels 411 habitatges principals, 335 estaven ocupats pels seus propietaris, 60 estaven llogats i ocupats pels llogaters i 16 estaven cedits a títol gratuït; 1 tenia una cambra, 20 en tenien dues, 62 en tenien tres, 97 en tenien quatre i 231 en tenien cinc o més. 293 habitatges disposaven pel capbaix d'una plaça de pàrquing. A 192 habitatges hi havia un automòbil i a 163 n'hi havia dos o més.

### Piràmide de població
La piràmide de població per edats i sexe el 2009 era:
| Homes | Edats   | Dones |
| ----- | ------- | ----- |
| 0     | 95 o +  | 12    |
| 4     | 90 a 94 | 16    |
| 16    | 85 a 89 | 20    |
| 4     | 80 a 84 | 24    |
| 28    | 75 a 79 | 48    |
| 16    | 70 a 74 | 28    |
| 44    | 65 a 69 | 32    |
| 16    | 60 a 64 | 24    |
| 24    | 55 a 59 | 32    |
| 48    | 50 a 54 | 36    |
| 44    | 45 a 49 | 36    |
| 28    | 40 a 44 | 20    |
| 28    | 35 a 39 | 52    |
| 40    | 30 a 34 | 16    |
| 32    | 25 a 29 | 28    |
| 36    | 20 a 24 | 12    |
| 48    | 15 a 19 | 16    |
| 40    | 10 a 14 | 20    |
| 16    | 5 a 9   | 36    |
| 12    | 0 a 4   | 20    |

## Economia
El 2007 la població en edat de treballar era de 588 persones, 415 eren actives i 173 eren inactives. De les 415 persones actives 392 estaven ocupades (224 homes i 168 dones) i 23 estaven aturades (6 homes i 17 dones). De les 173 persones inactives 88 estaven jubilades, 46 estaven estudiant i 39 estaven classificades com a «altres inactius».

### Ingressos
El 2009 a Saint-Pal-de-Chalencon hi havia 424 unitats fiscals que integraven 990 persones, la mediana anual d'ingressos fiscals per persona era de 15.210 €.

### Activitats econòmiques
Dels 66 establiments que hi havia el 2007, 3 eren d'empreses alimentàries, 1 d'una empresa de fabricació de material elèctric, 9 d'empreses de fabricació d'altres productes industrials, 15 d'empreses de construcció, 13 d'empreses de comerç i reparació d'automòbils, 1 d'una empresa de transport, 3 d'empreses d'hostatgeria i restauració, 1 d'una empresa financera, 1 d'una empresa immobiliària, 7 d'empreses de serveis, 10 d'entitats de l'administració pública i 2 d'empreses classificades com a «altres activitats de serveis».
Dels 20 establiments de servei als particulars que hi havia el 2009, 1 era una oficina de correu, 3 tallers de reparació d'automòbils i de material agrícola, 1 autoescola, 3 paletes, 2 guixaires pintors, 2 fusteries, 3 lampisteries, 2 electricistes, 1 empresa de construcció, 1 perruqueria i 1 restaurant.
Dels 7 establiments comercials que hi havia el 2009, 1 era una gran superfície de material de bricolatge, 1 una botiga de menys de 120 m², 3 fleques, 1 una carnisseria i 1 una llibreria.
L'any 2000 a Saint-Pal-de-Chalencon hi havia 43 explotacions agrícoles que ocupaven un total de 1.840 hectàrees.

## Equipaments sanitaris i escolars
El 2009 hi havia 1 farmàcia i 3 ambulàncies.
El 2009 hi havia 2 escoles elementals.

## Poblacions més properes
El següent diagrama mostra les poblacions més properes.